# Coppet (bateau)
Le Coppet (M/S Coppet) est un bateau de transport de type navibus, construit par le chantier naval Merré et assurant des liaisons entre des agglomérations situées sur le lac Léman,. 

## Présentation

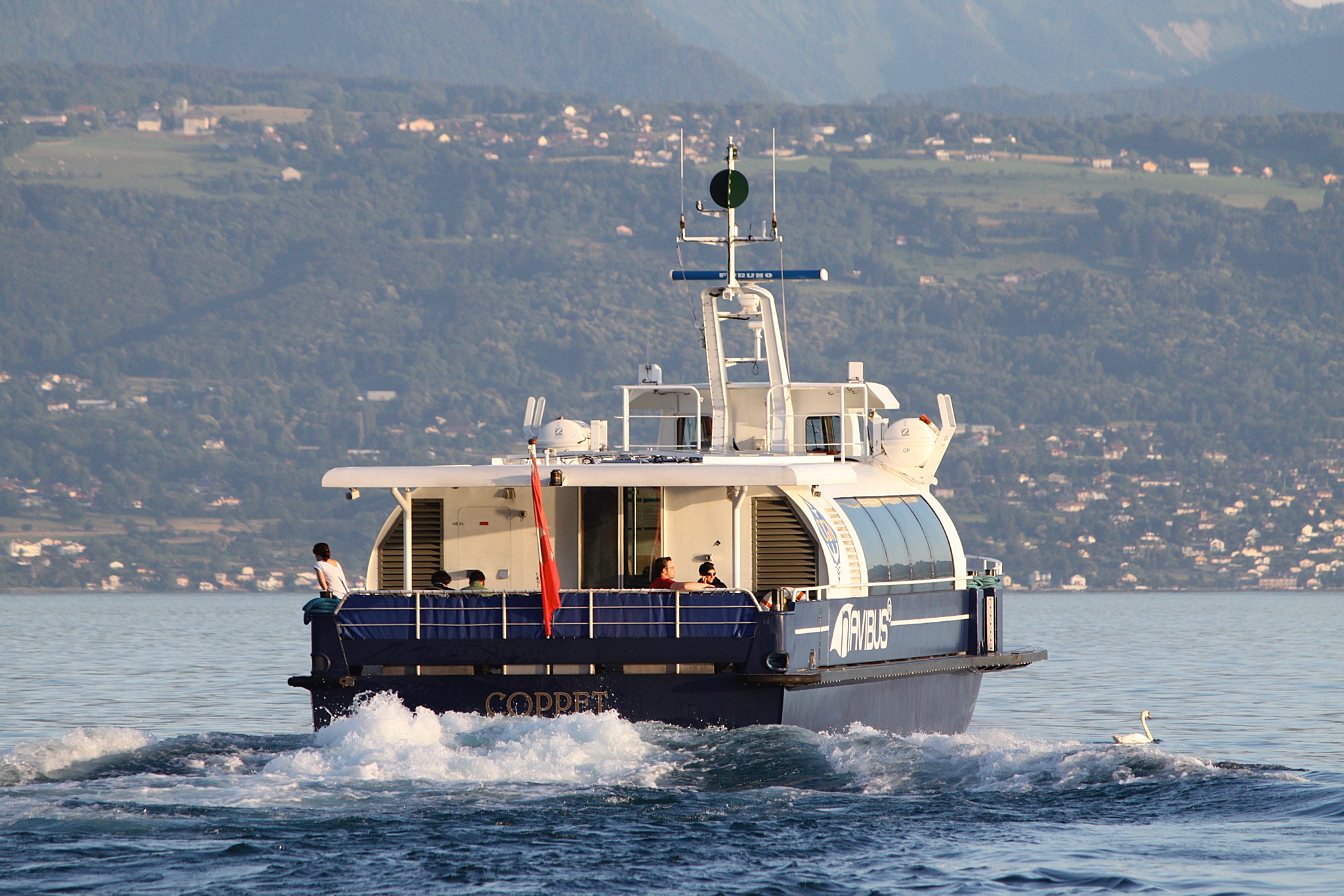
Le Coppet quittant le port d'Ouchy (Lausanne) en juin 2011

Il a été mis en service à Genève en 2007 à la suite de l'augmentation de la population. Il est propulsé par hydrojet et il dispose de panneaux solaires sur le toit pour alimenter des batteries à quai. L'intérieur est équipé de deux rangées de sièges séparées par un couloir central. 
Devenu de capacité trop petite en raison de l'augmentation du nombre de passagers, ce navire devrait être remplacé par des unités plus grosses.
Le bateau Coppet ainsi que le Genève sont tous deux propulsés par hydrojet, procédé nouveau à l'époque pour transporter les passagers sur le lac. Ce système de propulsion est silencieux et les bateaux atteignent une vitesse supérieure à celle obtenue par le système à hélice.
Un autre navire dénommé le Genève de ce même type (et construit par le même armateur) navigue sur le lac.

## Incident
Le matin du 5 août 2007, ce navibus s'est retrouvé immobilisé par un incident moteur au large d’Amphion (commune de Publier en Haute-Savoie) avec une trentaine de passagers à son bord.
Les pompiers et les services de sauvetages locaux sont intervenus, dans un premier temps, pour ramener tous les passagers à Thonon-les-Bains avec leurs propres vedettes et les bateaux des pompiers, puis dans un second temps, pour remorquer le navibus direction de Lausanne en Suisse.